# Gran Premio del Giappone 1977
Il Gran Premio del Giappone 1977 è stata la diciassettesima, e ultima, prova della stagione 1977 del Campionato mondiale di Formula 1. Si è corsa domenica 23 ottobre 1977 sul Circuito del Fuji. La gara è stata vinta dal britannico James Hunt su McLaren-Ford Cosworth; per il vincitore si trattò del decimo ed ultimo successo in carriera. Hunt ha preceduto sul traguardo l'argentino Carlos Reutemann su Ferrari e il francese Patrick Depailler su Tyrrell-Ford Cosworth. A seguito di un contatto con Ronnie Peterson, la Ferrari di Gilles Villeneuve piombò su degli spettatori, provocando due morti; questa gara è a tutt'oggi ricordata come "La tragedia del Fuji", una tragedia che allontanerà la Formula 1 dal Giappone per 10 anni.

## Vigilia

### Aspetti tecnici
La Kojima presentò il modello KE009, mentre la Wolf impiegò il modello WR3.

### Aspetti sportivi
Niki Lauda comunicò alla Ferrari la sua non disponibilità a correre nel Gran Premio, per una gastrite; la scuderia italiana schierò perciò i soli Gilles Villeneuve e Carlos Reutemann.
Due furono le Kojima iscritte al Gran Premio: una gestita dalla squadra ufficiale per Noritake Takahara, mentre l'altro nipponico Kazuyoshi Hoshino utilizzò una vettura gestita dalla Heroes Racing. Sulle due vetture vennero montate gomme Bridgestone: per il gommista giapponese fu l'ultima apparizione nel mondiale fino al Gran Premio d'Australia 1997. Il terzo pilota di casa fu Kunimitsu Takahashi, all'esordio assoluto, su una Tyrrell privata gestita dalla Meritsu Racing Team e gommata Dunlop: questo fu l'ultimo Gran Premio al quale partecipò il gommista britannico.
Per la prima volta la Ligier iscrisse una seconda vettura, affidata a Jean-Pierre Jarier, che aveva già corso in stagione con Penske e Shadow. Non parteciparono alla gara la Fittipaldi, la Renault (che preferì concentrarsi sulla vettura per il 1978) e la Hesketh, così come non effettuò la trasferta in Giappone nessuna delle scuderie private che fino a quel momento avevano affrontato gare iridate.
Ian Scheckter, pilota della March, non poté disputare le prove perché il governo giapponese si rifiutò di concedergli il visto, essendo lui sudafricano, in seguito a una risoluzione del 1973 delle Nazioni Unite che bloccava la partecipazione di atleti di quella nazione a gare sportive internazionali; suo fratello Jody, anch'egli sudafricano, fu invece ammesso nel Paese in forza del suo doppio passaporto britannico.
La Lotus di Gunnar Nilsson sfoggiò per questo unico Gran Premio una speciale livrea rossa onde pubblicizzare il marchio Imperial International dello sponsor Imperial Tobacco; il compagno di squadra Mario Andretti mantenne invece la canonica livrea John Player Special oro e nera della stagione. Per Gunnar Nilsson fu l'ultima gara della sua vita, prima del ritiro dalle competizioni per motivi di salute.

## Qualifiche

### Resoconto
Nella prima giornata di prove il più rapido fu Mario Andretti (in 1'12"23), che precedette James Hunt, di circa un decimo. Le sessioni di prova vennero ridotte da tre a due per il mancato arrivo in orario dei medici incaricati del servizio di assistenza.
Andretti si confermò anche al sabato, anche se non riuscì ad abbassare il tempo del venerdì, così come Hunt. Si migliorò invece John Watson, che però rimase terzo, e il suo compagno di scuderia Hans-Joachim Stuck, che invece prese la quarta piazza. Andretti conquistò la settima pole della stagione. Rimasero indietro le due Ferrari, con Villeneuve solo ventesimo.

### Risultati
Nella sessione di qualifica si è avuta questa situazione:
| Pos | Nº | Pilota              | Costruttore           | Tempo   | Griglia |
| --- | -- | ------------------- | --------------------- | ------- | ------- |
| 1   | 5  | Mario Andretti      | Lotus-Ford Cosworth   | 1'12"23 | 1       |
| 2   | 1  | James Hunt          | McLaren-Ford Cosworth | 1'12"39 | 2       |
| 3   | 7  | John Watson         | Brabham-Alfa Romeo    | 1'12"49 | 3       |
| 4   | 8  | Hans-Joachim Stuck  | Brabham-Alfa Romeo    | 1'13"01 | 4       |
| 5   | 26 | Jacques Laffite     | Ligier-Matra          | 1'13"08 | 5       |
| 6   | 20 | Jody Scheckter      | Wolf-Ford Cosworth    | 1'13"15 | 6       |
| 7   | 12 | Carlos Reutemann    | Ferrari               | 1'13"32 | 7       |
| 8   | 2  | Jochen Mass         | McLaren-Ford Cosworth | 1'13"37 | 8       |
| 9   | 19 | Vittorio Brambilla  | Surtees-Ford Cosworth | 1'13"37 | 9       |
| 10  | 22 | Clay Regazzoni      | Ensign-Ford Cosworth  | 1'13"52 | 10      |
| 11  | 52 | Kazuyoshi Hoshino   | Kojima-Ford Cosworth  | 1'13"55 | 11      |
| 12  | 17 | Alan Jones          | Shadow-Ford Cosworth  | 1'13"56 | 12      |
| 13  | 16 | Riccardo Patrese    | Shadow-Ford Cosworth  | 1'13"58 | 13      |
| 14  | 6  | Gunnar Nilsson      | Lotus-Ford Cosworth   | 1'13"66 | 14      |
| 15  | 4  | Patrick Depailler   | Tyrrell-Ford Cosworth | 1'14"16 | 15      |
| 16  | 23 | Patrick Tambay      | Ensign-Ford Cosworth  | 1'14"22 | 16      |
| 17  | 27 | Jean-Pierre Jarier  | Ligier-Matra          | 1'14"25 | 17      |
| 18  | 3  | Ronnie Peterson     | Tyrrell-Ford Cosworth | 1'14"26 | 18      |
| 19  | 51 | Noritake Takahara   | Kojima-Ford Cosworth  | 1'14"36 | 19      |
| 20  | 11 | Gilles Villeneuve   | Ferrari               | 1'14"51 | 20      |
| 21  | 18 | Hans Binder         | Surtees-Ford Cosworth | 1'14"73 | 21      |
| 22  | 50 | Kunimitsu Takahashi | Tyrrell-Ford Cosworth | 1'14"88 | 22      |
| 23  | 9  | Alex-Dias Ribeiro   | March-Ford Cosworth   | 1'15"01 | 23      |

## Gara

### Resoconto
Il poleman Mario Andretti partì male tanto che si trovò scavalcato da otto vetture. Prese il comando James Hunt, seguito da Jody Scheckter, Jochen Mass, Clay Regazzoni, John Watson, Jacques Laffite e Hans-Joachim Stuck. Andretti recuperò presto una posizione, passando Reutemann. Al secondo giro, nel tentativo di passare Stuck, Andretti colpì la vettura del tedesco, e fu costretto a ritirarsi. Laffite perse nei primi giri diverse posizioni, a causa della scelta non felice degli pneumatici.
Al sesto giro il ferrarista Gilles Villeneuve, nel tentativo di affondare il sorpasso su Ronnie Peterson per la quattordicesima posizione, al termine del rettifilo ed entrando nella curva Daichi, urtò la ruota posteriore della Tyrrell dello svedese, che si era spostato verso il centro per cercare di contrastare l'attacco del canadese; a contatto fra ruota e ruota, la Ferrari decollò in aria, face alcune carambole in volo, oltrepassò il guardrail ed atterrò sul terrapieno al di fuori della pista. Nonostante la zona fosse interdetta al pubblico, tale prescrizione non era stata rispettata e di conseguenza la vettura falciò alcuni spettatori, causando due morti (il fotografo Kazuhiro Ohashi ed il commissario di gara Kengo Yuasa, che quest'ultimo cercava di far spostare le persone in una zona più sicura) ed una decina di feriti; restò invece illeso ma sotto shock il pilota canadese, mentre la sua monoposto si ridusse ad un cumulo di lamiere.
Dato l'accaduto la gara non venne sospesa, anzi, proseguì anche quando un'ambulanza sfrecciò a fianco di alcune monoposto; Scheckter venne passato sia da Mass che da Watson, che al terzo giro aveva passato Clay Regazzoni. Il ticinese resisteva al quinto posto, davanti a Stuck e Reutemann. Laffite attaccò Reutemann al giro 16, ma venne nuovamente passato dall'argentino, tre giri dopo. Ancora un giro e Reutemann scalò di una piazza, passando Hans-Joachim Stuck, entrando in zona punti. Stuck, in crisi con le coperture, cedette anche la settima posizione a Gunnar Nilsson.
Al giro 28 vi fu il ritiro, quasi contemporaneo per Jochen Mass (motore) e John Watson (cambio). Passò così secondo Scheckter, seguito da Regazzoni, Reutemann, Nilsson, Laffite e Jones. Il sudafricano della Wolf resistette per cinque giri poi, per problemi con le gomme, venne passato da Regazzoni, che così divenne secondo. Al giro 41 Scheckter venne passato anche da Reutemann, fino a quando fu costretto a una fermata ai box. Al quarantatreesimo giro terminò la gara di Regazzoni, per un guasto al suo propulsore. Passò secondo Reutemann, che però dovette cedere la piazza d'onore a Jacques Laffite, dopo cinque giri. Davanti comandava sempre Hunt, seguito da Laffite, Reutemann, Nilsson, Jones, Patrick Depailler e Riccardo Patrese.
Negli ultimi giri Hunt controllò agevolmente la gara mentre nelle retrovie prima si ritirò Gunnar Nilsson, per un guasto al cambio, poi Depailler passò Jones, mentre Laffite, senza benzina all'ultimo giro dovette fermarsi, e venne classificato quinto. Per Hunt fu l'ultima vittoria nel mondiale: precedette Carlos Reutemann e Patrick Depailler. Riccardo Patrese conquistò il suo primo punto iridato della carriera. Sul podio si presentò solo Depailler, mentre Hunt e Reutemann avevano già abbandonato il circuito per non perdere l'aereo.

### Risultati
I risultati del gran premio furono i seguenti:
| Pos | No | Pilota              | Costruttore           | Giri | Tempo/Ritiro                          | Pos. Griglia | Punti |
| --- | -- | ------------------- | --------------------- | ---- | ------------------------------------- | ------------ | ----- |
| 1   | 1  | James Hunt          | McLaren-Ford Cosworth | 73   | 1h31'51"68                            | 2            | 9     |
| 2   | 12 | Carlos Reutemann    | Ferrari               | 73   | + 1'02"45                             | 7            | 6     |
| 3   | 4  | Patrick Depailler   | Tyrrell-Ford Cosworth | 73   | + 1'06"39                             | 15           | 4     |
| 4   | 17 | Alan Jones          | Shadow-Ford Cosworth  | 73   | +1'06"61                              | 12           | 3     |
| 5   | 26 | Jacques Laffite     | Ligier-Matra          | 72   | Mancanza di benzina                   | 5            | 2     |
| 6   | 16 | Riccardo Patrese    | Shadow-Ford Cosworth  | 72   | + 1 giro                              | 13           | 1     |
| 7   | 8  | Hans-Joachim Stuck  | Brabham-Alfa Romeo    | 72   | + 1 giro                              | 4            |       |
| 8   | 19 | Vittorio Brambilla  | Surtees-Ford Cosworth | 71   | + 2 giri                              | 9            |       |
| 9   | 50 | Kunimitsu Takahashi | Tyrrell-Ford Cosworth | 71   | + 2 giri                              | 22           |       |
| 10  | 20 | Jody Scheckter      | Wolf-Ford Cosworth    | 71   | + 2 giri                              | 6            |       |
| 11  | 52 | Kazuyoshi Hoshino   | Kojima-Ford Cosworth  | 71   | + 2 giri                              | 11           |       |
| 12  | 9  | Alex-Dias Ribeiro   | March-Ford Cosworth   | 69   | + 4 giri                              | 23           |       |
| Rit | 6  | Gunnar Nilsson      | Lotus-Ford Cosworth   | 63   | Cambio                                | 14           |       |
| Rit | 22 | Clay Regazzoni      | Ensign-Ford Cosworth  | 43   | Motore                                | 10           |       |
| Rit | 7  | John Watson         | Brabham-Alfa Romeo    | 29   | Cambio                                | 3            |       |
| Rit | 2  | Jochen Mass         | McLaren-Ford Cosworth | 28   | Motore                                | 8            |       |
| Rit | 23 | Patrick Tambay      | Ensign-Ford Cosworth  | 14   | Motore                                | 16           |       |
| Rit | 3  | Ronnie Peterson     | Tyrrell-Ford Cosworth | 5    | Collisione/Incidente con G.Villeneuve | 18           |       |
| Rit | 11 | Gilles Villeneuve   | Ferrari               | 5    | Collisione/Incidente con R.Peterson   | 20           |       |
| Rit | 27 | Jean-Pierre Jarier  | Ligier-Matra          | 3    | Motore                                | 17           |       |
| Rit | 5  | Mario Andretti      | Lotus-Ford Cosworth   | 1    | Collisione con H.J.Stuck              | 1            |       |
| Rit | 51 | Noritake Takahara   | Kojima-Ford Cosworth  | 1    | Collisione con H.Binder               | 19           |       |
| Rit | 18 | Hans Binder         | Surtees-Ford Cosworth | 1    | Collisione con N.Takahara             | 21           |       |
| ES  | 10 | Ian Scheckter       | March-Ford Cosworth   |      |                                       |              |       |

## Classifiche

### Piloti
| Pos. | Pilota             | Punti |
| ---- | ------------------ | ----- |
| 1    | Niki Lauda         | 72    |
| 2    | Jody Scheckter     | 55    |
| 3    | Mario Andretti     | 47    |
| 4    | Carlos Reutemann   | 42    |
| 5    | James Hunt         | 40    |
| 6    | Jochen Mass        | 25    |
| 7    | Alan Jones         | 22    |
| 8    | Gunnar Nilsson     | 20    |
| 9    | Patrick Depailler  | 20    |
| 10   | Jacques Laffite    | 18    |
| 11   | Hans-Joachim Stuck | 12    |
| 12   | Emerson Fittipaldi | 11    |
| 13   | John Watson        | 9     |
| 14   | Ronnie Peterson    | 7     |
| 15   | Carlos Pace        | 6     |
| 16   | Vittorio Brambilla | 6     |
| 17   | Clay Regazzoni     | 5     |
| 18   | Patrick Tambay     | 5     |
| 19   | Jean-Pierre Jarier | 1     |
| =    | Renzo Zorzi        | 1     |
| =    | Riccardo Patrese   | 1     |

### Costruttori
| Pos. | Team                     | Punti |
| ---- | ------------------------ | ----- |
| 1    | Ferrari                  | 95    |
| 2    | Lotus-Ford Cosworth      | 62    |
| 3    | McLaren-Ford Cosworth    | 60    |
| 4    | Wolf-Ford Cosworth       | 55    |
| 5    | Brabham-Alfa Romeo       | 27    |
| 6    | Tyrrell-Ford Cosworth    | 27    |
| 7    | Shadow-Ford Cosworth     | 23    |
| 8    | Ligier-Matra             | 18    |
| 9    | Fittipaldi-Ford Cosworth | 11    |
| 10   | Ensign-Ford Cosworth     | 10    |
| 11   | Surtees-Ford Cosworth    | 6     |
| 12   | Penske-Ford Cosworth     | 1     |